# Manuel de Campos Rueda
Manuel Gonzalez de Campos Rueda CvA • ComA (Lisboa, 30 de Novembro de 1878 - Lisboa, 24 de Julho de 1934) foi um engenheiro, militar e ferroviário português.

## Biografia

### Nascimento e educação
Nasceu na cidade de Lisboa, em 30 de Novembro de 1878, sendo filho de Luisa Manchon Rueda e João Gonzalez Rueda, ambos de ascendência Espanhola, e irmão de Luisa Rueda Cohen. Frequentou o liceu e a Escola Politécnica de Lisboa.

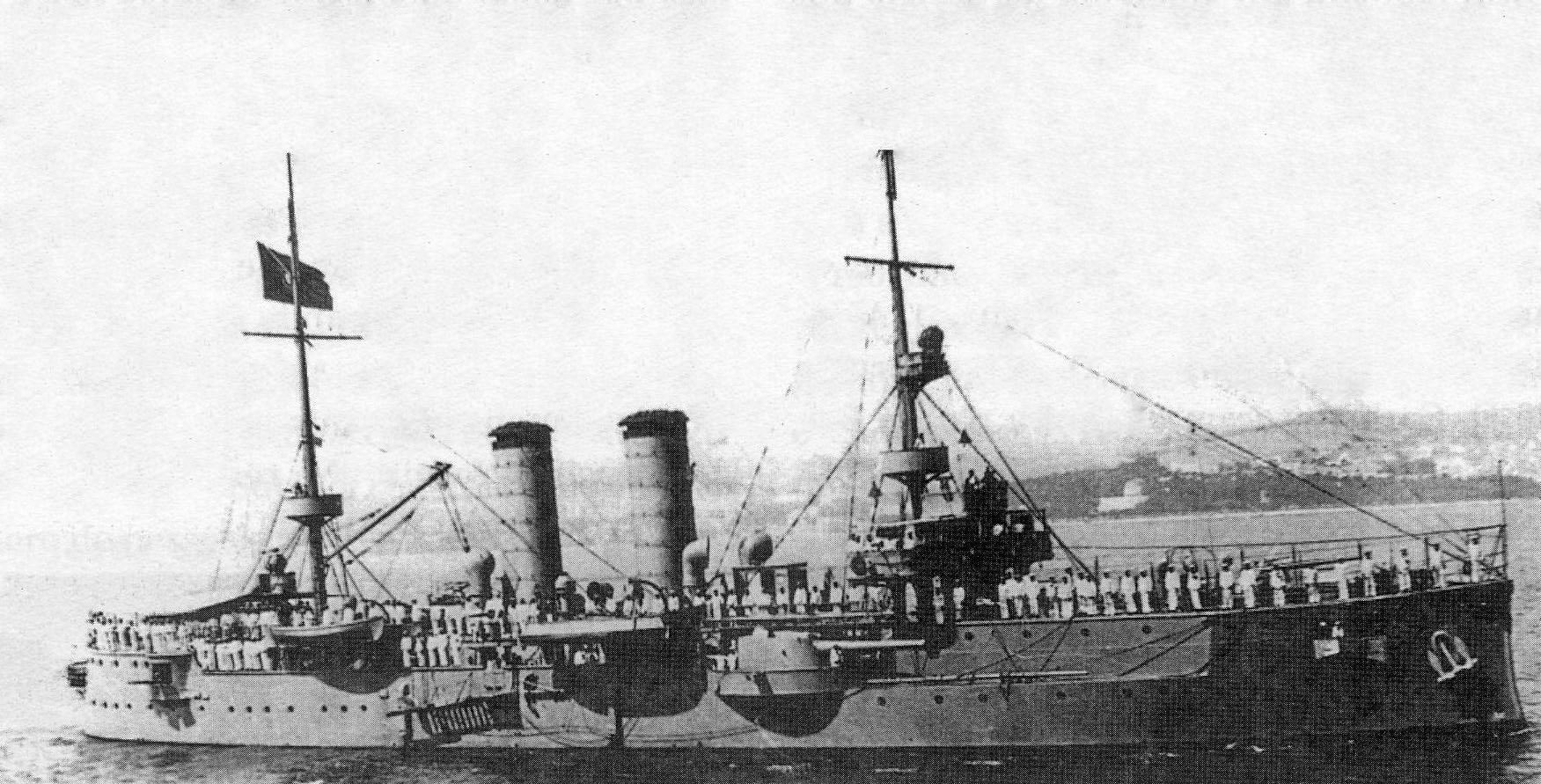
Couraçado Vasco da Gama.

### Carreira militar e civil
Assentou praça em Novembro de 1897, como aspirante na Marinha Portuguesa. Em 1900 recebeu uma promoção a Guarda-Marinha, e em 1901 foi enviado para África na galera Pero de Alenquer. Pouco depois de ter chegado a Luanda, foi posto como encarregado da pilotagem na canhoneira Massabi, onde viajou até à Guiné. Regressou a Luanda a bordo da canhoneira Cacongo.
Depois fez várias comissões de serviço em África, como imediato a bordo da canhoneira Limpopo e encarregado da pilotagem nas canhoneiras Zambeze e Bartolomeu Dias, tendo regressado a Lisboa em Janeiro de 1903, por problemas de saúde causados por doenças tropicais. Em seguida partiu para Livorno, na Itália, a bordo do cruzador Vasco da Gama, que ia sofrer extensivas obras de modificação nos estaleiros Fratelli Orlando, tendo continuado a bordo do navio quando este regressou a Lisboa, em Dezembro de 1903. Pouco tempo depois o Vasco da Gama iniciou uma viagem até aos portos da China, mas durante a missão Manuel Rueda adoeceu, obrigando o seu regresso a Portugal, onde começou a colaborar nos Serviços Técnicos da Armada. Em 1907 embarcou na canhoneira Rio Lima com destino aos portos do Oriente, tendo sido, durante esta missão, parte de uma expedição punitiva contra piratas na Ilha de Coloane. Ficou depois em Macau para várias comissões de serviço, mas uma vez mais teve de regressar à metrópole por motivo de doença. Durante a sua estadia no Oriente, foi responsável pela elaboração de vários trabalhos de carácter técnico. Em Portugal, voltou a trabalhar na Repartição Técnica da Marinha, e começou a colaborar em vários periódicos, incluindo a Revista Militar, Diário Ilustrado, Correio da Manhã, e a Gazeta dos Caminhos de Ferro.
Atingiu as patentes de comandante e Capitão-tenente na Armada Portuguesa.
Após a Implantação da República Portuguesa, Manuel Rueda pediu uma licença ilimitada da Marinha, passando a exercer como explicador de ciências. Entretanto, foi nomeado para servir como engenheiro na Companhia dos Caminhos de Ferro Portugueses, substituindo o engenheiro Lima Henriques, tendo ocupado a posição de agente técnico da exploração com o engenheiro Santos Viegas. Distinguiu-se durante a sua carreira nos caminhos de ferro portugueses, tendo sido responsável por várias importantes comissões de serviço, atingindo a posição de engenheiro superior.
Foi novamente chamado a servir na Armada quando se iniciou a Primeira Guerra Mundial, regressando depois ao seu posto nos caminhos de ferro. Após a Revolução de 28 de Maio de 1926, foi nomeado para auxiliar o Ministro do Comércio, Abílio Passos e Sousa, na reorganização dos serviços ferroviários, passando a ocupar a posição de chefe de gabinete naquele ministério. Recebeu a comenda da Ordem de Cristo por ter desempenhado aquela função, tendo sido responsável pela publicação de um importante relatório sobre os Caminhos de Ferro do Estado. Por motivos de doença, foi forçado a abandonar aquele posto, tendo posteriormente representado o governo na Convenção de Berna, e a Companhia dos Caminhos de Ferro Portugueses na Missão Internacional dos Caminhos de Ferro, durante a qual participou em várias conferências.
Em 1929 teve de começar a moderar o seu trabalho, embora ainda tenha sido delegado da Companhia dos Caminhos de Ferro Portugueses na Junta Nacional de Exportação de Frutas e na Comissão de Liquidação de Contas com as Companhias Espanholas, tendo-se distinguido particularmente naquela última, onde conseguiu reaver uma importante soma de dinheiro para a C. P.. Entretanto, foi reformado tanto pela Marinha como pelos caminhos de ferro.

### Falecimento e funeral
Faleceu no dia 24 de Julho de 1934, aos 55 anos, na sua habitação na Avenida Elias Garcia, em Lisboa, vitimado por uma angina de peito. A pedido do próprio, o corpo foi transportado num armão da Marinha desde a sua residência até ao. Cemitério do Alto de São João.

## Homenagens
Foi homenageado com o grau de Cavaleiro na Ordem Militar de São Bento de Avis em 11 de Março de 1919, tendo ascendido ao grau de Comendador naquela ordem em 9 de Outubro do mesmo ano.